# 440 a.C.
Il 440 a.C. (CDXL a.C. in numeri romani) è un anno  del V secolo a.C.

## Eventi
- Palikè viene distrutta
- Roma: 
  - consoli Proculo Geganio Macerino e Lucio Menenio Agrippa Lanato

## Morti
- Arcesilao IV di Cirene, re
- Ducezio, re (n. 488 a.C.)
- Lu Ban, ingegnere, filosofo e inventore cinese (n. 507 a.C.)